# Дулово (Московская область)
Дулово — деревня в Чеховском районе Московской области, в составе муниципального образования сельское поселение Стремиловское (до 28 февраля 2005 года входила в состав Стремиловского сельского округа), деревня связана автобусным сообщением с райцентром и соседними населёнными пунктами.

## Население
| 2002 | 2006 | 2010 |
| ---- | ---- | ---- |
| 24   | ↗25  | ↘21  |

## География
Дулово расположено примерно в 12 км на запад от Чехова, на безымянном левом притоке реки Лопасни, высота центра деревни над уровнем моря — 174 м. На 2016 год в Дулово зарегистрирована 1 улица — Лесная.